# Bangumi 番组计划
Bangumi 番组计划是一个中文ACGN互联网分享与交流项目，由网友“Sai”于2008年在中國廣西桂林建立。

## 简介
该项目最初以“Chobits”（CLAMP所著之日本漫画名）作为开发代号，喻指“人性的电脑”和“完整的ACG资料库”。2009年在项目参与者Senken的协助下，“Chobits”被正式命名为Bangumi 番组计划（“Bangumi”一词为日文的罗马音拼写），并于2009年1月25日上线。。
目前该项目已推出网页和PC桌面客户端和iOS客户端；第三方开发者亦根据网页制作了适用于iOS、Android和Windows Phone的移动客户端。
该项目的网站吉祥物为“Bangumi娘”，形象为粉髮的美少女。

## 功能
Bangumi 番组计划基于CC BY-SA协议，保存由用户提供的各类ACG相关事物和人物、电影、电视剧等的相关资料，可以让使用者查阅，并提供BBS论坛和留言版供交流探讨。
该项目还会公布其用户对收录事物的评价，并发布排行榜。